# Philippe Gonigam
Philippe Gonigam (né le 21 février 1963 à Metz) est un ancien athlète français, spécialiste du 400 mètres haies. Il a été directeur de l'élite à la Fédération Française d'Athlétisme en 2005, est actuellement président de l'Union Nationale des Sportifs de Haut Niveau et Délégué aux Jeux Olympiques pour le diocèse de Metz.

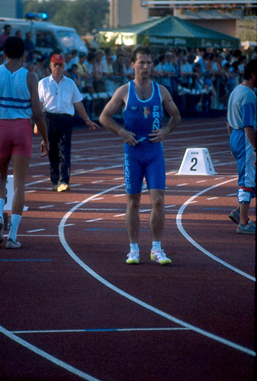

## Biographie
Il est né le 21 février 1963 à Metz, d'un père mineur et entraîneur sportif et d'une mère commerçante.
Il passe la première partie de sa jeunesse dans une cité minière à Saint-Avold. 
À 9 ans, il découvre l’activité sportive au Club Athlétique du Bassin Houiller de Lorraine. 
Dans les années 1980, il rejoint la section « sport-études » de Bar-le-Duc puis le pôle d'entrainement du CREPS de Nancy. 
Il devient champion de France cadet du 110 mètres haies. 
En 1984, il profite de son service militaire au Bataillon de Joinville pour monter sur la distance supérieure. 
C'est en 1986 qu’il devient champion de France du 400 mètres haies. Il mènera un parcours international jusqu'en 1990.

## Parcours professionnel
En 1984, il commence sa carrière aux Charbonnages de France au service physiologie de la médecine du travail des Houillères du Bassin de Lorraine de Freyming-Merlebach, emploi qui lui permet de concilier sa vie professionnelle et son activité sportive. 
En 1990, à la fermeture des mines de charbon, le Lorrain s'oriente vers l'enseignement. 
Dès 1998, il dirige un établissement d'enseignement supérieur. 
En 2005, il est appelé à la Fédération française d'athlétisme et devient Directeur de l’Élite. Au sein de la Ligue nationale d'athlétisme, il a la charge de la professionnalisation de la pratique de l'athlétisme et notamment de l'évolution du statut social des athlètes professionnels. 
En 2012, convaincu que la pratique d'un sport à haut niveau est devenue un véritable métier nécessitant de véritables compétences, il coopère avec l'Université de Strasbourg et crée le "Diplôme universitaire de management d'une carrière de sportif professionnel", dont il a la responsabilité pédagogique. 
De 2012 à 2020, en partenariat avec le département de la Moselle, il pilote un dispositif de sécurisation des parcours des meilleurs sportifs du département 
Depuis 2015, il est le Président de l'Union Nationale des Sportifs de Haut niveau qui assure la représentation et la protection des sportifs engagés dans des disciplines individuelles auprès des instances de tutelle (Assemblée Nationale, Sénat, Conseil d’État).
C’est dans ce contexte qu’il portera les premières propositions auprès du législateur pour notamment encadrer les problématiques d’accidents du travail et de maladies professionnelles liés à la pratique d’un sport de haut niveau (loi du 27 novembre 2015). Il sera invité à s’exprimer dès 2018 à la commission d’évaluation de la loi relative au statut des sportifs de haut niveau à l’Assemblée Nationale et en 2019 au Conseil d’Etat dans le cadre du rapport « sport et politique publique ». En 2020 et 2023, il interviendra dans le débat relatif à la réforme des retraites des sportifs de Haut Niveau.
En matière de protection des sportifs, il est à l’origine de la création d’un programme de recherche dédié à la conception d’un outil d’évaluation et de prévention des risques psychosociaux auxquels les sportifs professionnels et de haut niveau sont exposés. Ce travail débuté en 2022 est réalisé avec l’appui du laboratoire de recherche de l’INSEP et de l’Association Nationale de la Recherche et de la Technologie.   
En 2023, il est nommé Délégué Episcopal à la pastorale du sport et délégué aux Jeux Olympiques et Paralympiques pour le diocèse de Metz.
En 2025, il est élu vice président du Comité Régional Olympique Grand Est en charge de la formation et de la professionnalisation.

## Formation
Master of Business Administration spécialisé en management des organisations sportives en Europe à l'École de Management de Strasbourg (Unité d'enseignement juridique, communication et marketing)
Diplôme d'études supérieures d'université « Évaluation et bilan des compétences », Université de Paris-VIII
Diplôme universitaire de Gestion des organisations sportives, Université de Lyon

## Palmarès sportif
8 sélections en équipe de France A, 3 sélections en équipe de France « Jeune »
En 1986
Champion de France du 400 mètres haies à Aix-les-Bains
Vice-Champion de Grande-Bretagne à Paris
1er au 4x400 mètres et 4ème au 400 mètres haies du match France, Espagne, Italie,  à Milan
Finaliste au 4x400 mètres et demi-finaliste des championnats d'Europe à Stuttgart
En 1987
2ème du 4X400 mètres et 3ème du 400 mètres haies de la coupe d'Europe à Göteborg
Sélectionné aux Championnats du Monde à Rome.
En 1989
2ème au 400 mètres haies et au 4x400 mètres des Jeux de la Francophonie à Casablanca
6ème de la Coupe d'Europe en 1989 à Gateshead
En 1990
3ème au match des huit nations à Milan  